# 维约维
维约维（法語：Vieuvy，法語發音：[vjøvi]）是法国马耶讷省的一个市镇，属于马耶讷区。

## 地理
维约维（48°26'45"N, 0°51'49"W）面积7.11 平方千米，位于法国卢瓦尔河地区大区马耶讷省，该省份为法国西北部内陆省份，北起芒什省和奧恩省，西接伊勒-维莱讷省，南至曼恩-卢瓦尔省，东临萨尔特省。
与维约维接壤的市镇（或旧市镇、城区）包括：代塞尔蒂讷、埃尔塞、勒瓦雷、圣欧班福斯卢万。

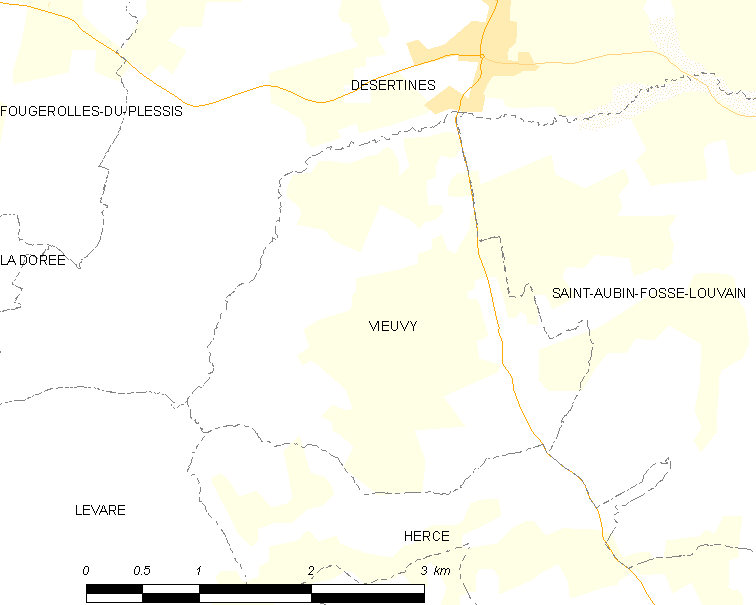
维约维的OSM定位图

维约维的时区为UTC+01:00、UTC+02:00（夏令时）。

## 行政
维约维的邮政编码为53120，INSEE市镇编码为53270。

## 政治
维约维所属的省级选区为戈龙县。

## 人口

1962-2008年间维约维人口变化图示

维约维于2022年1月1日时的人口数量为110人。